# Temps solar aparent

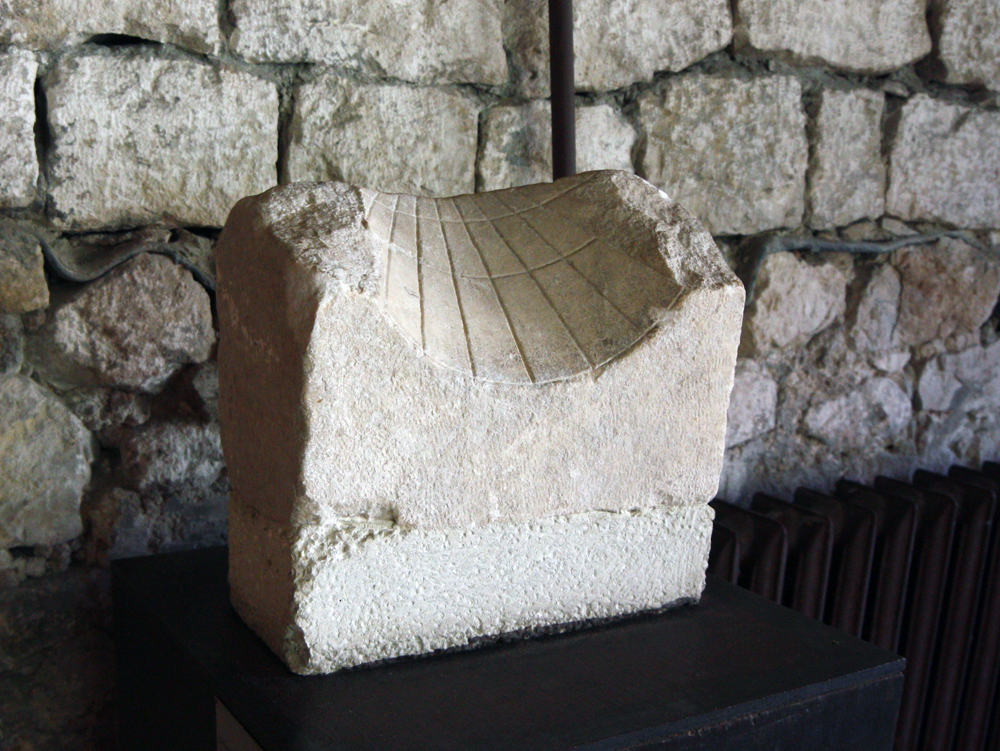
Els rellotges de sol, com aquest de Marcianapòlis a Bulgària, mesuren el temps solar aparent.

El temps solar aparent, també anomenat temps solar veritable, és la mesura del temps cronològic basada en la velocitat de rotació aparent de la Terra respecte al Sol. Un rellotge de sol que estigui adequadament orientat serviria per a marcar el pas d'aquesta escala de temps. El temps solar aparent està basat en la rotació de la Terra sobre el seu eix polar i el moment de translació al voltant del Sol.
Es pot definir un dia solar com dos passos successius del Sol por sobre el meridià on es fa la mesura. Un dia solar és l'interval de temps (no necessàriament 24 hores) en què el Sol completa un cicle al voltant d'un observador estacionari a la Terra. El dia solar no és uniforme. La diferència que hi ha entre el temps solar aparent i el temps solar mitjà s'anomena equació del temps, la qual varia d'un lloc a un altre al llarg de l'any.
Temps local aparent = temps local mitjà + equació del temps.
Aquest és un temps lligat a la localitat, ja que només és vàlid en aquest lloc (més específicament, en aquells punts que es trobin sobre el mateix meridià).
Aquest temps solar aparent presenta importants problemes perquè no és una escala de temps uniforme. Això està motivat perquè la durada del dia solar veritable varia segons les estacions de l'any, és a dir, l'interval de temps entre un migdia i el següent varia al llarg de l'any. Les diferències en durada poden arribar a ser de fins a 16 minuts.
Aquesta variació es deu principalment a dues raons que es combinen: 
- L'excentricitat de l'òrbita terrestre.
- La inclinació entre l'equador celeste i l'eclíptica.

Si el Sol no es desplacés respecte als altres astres, el seu moviment diürn seria com el de qualsevol d'aquests i participaria en el moviment retrògrad de l'esfera celeste causat pel moviment de rotació de la Terra. Però en un any el Sol recorre l'eclíptica en sentit directe. Aquest moviment no és uniforme, ja que el Sol descriu una el·lipse seguint la llei de les àrees. Tampoc és uniforme la seva projecció respecte a l'equador. A causa de l'obliqüitat de l'eclíptica la declinació solar varia entre +23° 27′ i 23° 27′. En un dia la variació mitjana en ascensió recta és de 360°/365=0,9856°, mentre que en declinació varia per terme mitjà 23° 27′/360=0,257°.